# 公园街教堂

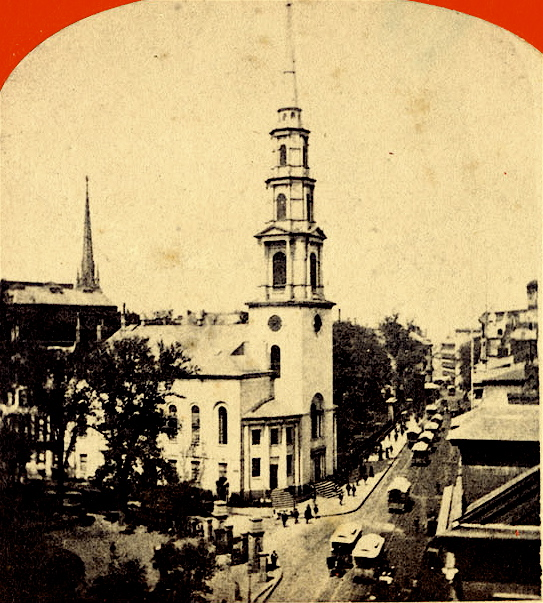
19世纪的公园街教堂

公园街教堂（Park Street Church）是美国波士顿的一座活跃的保守派公理会教堂，位于特莱蒙街（Tremont Street）和公园街（Park Street）路口。

## 历史
公园街教堂是自由之路上的一站。它由26名当地人创立于1809年2月27日，大部分曾是老南聚会所的成员。5月1日教堂奠基，年底建成。1810年1月10日举行第一次礼拜。公园街教堂的尖顶高达217英尺（66），至今在波士顿的几个街区都可见到。在哥伦布大道和特莱蒙街的终点都能看到这个尖顶。这座教堂毗邻古老的谷仓墓地。
公园街教堂被称为“硫磺石角”（Brimstone Corner），部分原因是这个教堂的讲道的传教士特征，部分原因是在1812年战争期间曾有火药存放在此。
公园街教堂具有强烈的福音宣教，以及将圣经应用于社会问题的传统。1816年，公园街教堂联合老南教堂组成城市宣教协会，服务波士顿的城市贫民。1826年，著名的废奴主义者爱德华·比彻（斯托夫人的兄弟）担任该教堂的牧师。1829年7月4日，威廉·洛埃德·加里森在公园街发表致殖民协会，第一次公开声明反对奴隶制。从1829年至1831年，著名的基督徒作曲家洛厄尔梅森（Lowell Mason）担任唱诗班指挥和管风琴师。1831年7月4日，山缪·弗朗西斯·史密斯（Samuel Francis Smith）创作的My Country, 'Tis of Thee在这座教堂首次演奏。缅因州贝兹学院的创始人本杰明·贝茨是一位实业家，又是公园街教堂的主日学教师，在19世纪中叶积极参与公园街教堂活动。著名的圣经无谬误神学家、萨福克大学创始人的儿子Gleason Archer，是从1945年到1948年公园街教堂的助理牧师。 公园街教堂还成立了第一个前往夏威夷的差会，建立的教堂至今仍然存在；亨德尔和海顿协会在此开始；1949年，葛培理的第一次横贯大陆的世纪中叶十字军从这里开始。著名神学家哈罗德·奥肯加，是从1936年到1969年该堂的主任牧师，在此期间，与葛培理共同创建了戈登-康维尔神学院，共同创建了福乐神学院、全国福音协会、战争救济协会，和基督教出版物《今日基督教》（Christianity Today）。

## 现状
200年后，这个教会仍关注社会问题。例如，2002年，公园街教堂帮助在海德公园建立了一所私立中学，帮助解决波士顿内城的教育需求（超过70％的学生是在学术研究，超过50％是少数民族），每周主办许多作为第二语言的英语课程；它支持无家可归者事工，包括波士顿救援团、公园街星光事工，以及帮助面临意外怀孕的妇女的事工；为国际学生和移民提供英语课程；以及“活在基督里”事工，用转换疗法（conversion therapy）“释放那些同性恋者，以及寻求基督教指导者。“
公园街教堂具有国际化的特点，其会众来自60多个国家。该教堂吸引了波士顿地区很多大学生和研究生定期前来参加礼拜。
波士顿市市长梅尼诺宣布2009年2月27日为公园街日，以纪念其200周年。